# Sparks (Oklahoma)
Sparks – miasto w Stanach Zjednoczonych, w stanie Oklahoma, w hrabstwie Lincoln.